# Zając z Inaby
Zając z Inaby (jap. 因幡の白兎 Inaba no shirousagi) znany również jako Zając z wyspy Oki – legendarne stworzenie z mitologii japońskiej.

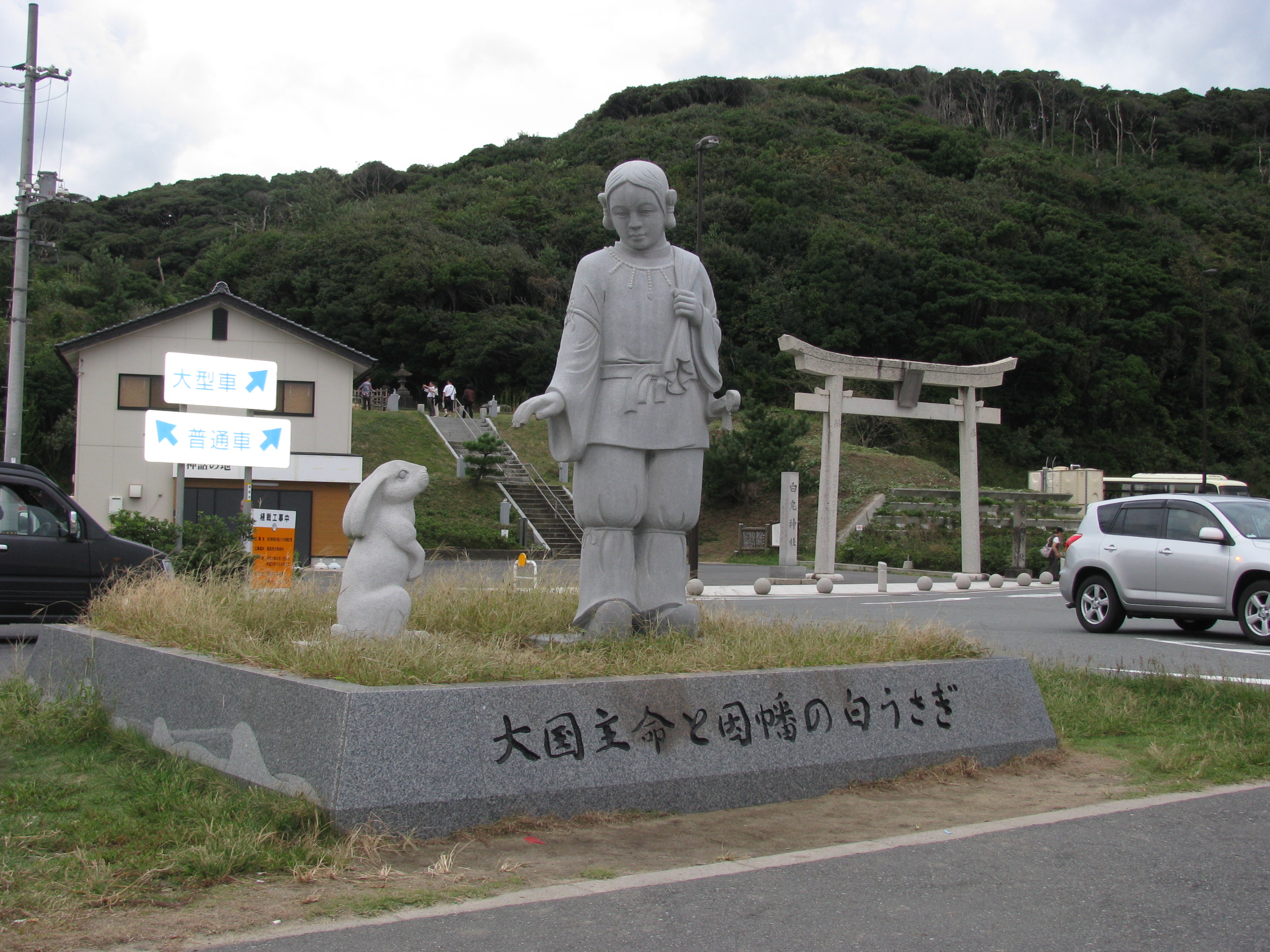
Pomnik zająca z Inaby wraz z Ōkuninushim, stojący w Tottori, w prefekturze Tottori, Japonii.

Jak głosi legenda, pewien zając, który nie umiał pływać postanowił przedostać się na drugi brzeg morza dzięki fortelowi. Kiedy więc zobaczył przepływającego rekina zaczął się głośno przechwalać, że jego krewniaków jest na wyspie więcej niż rekinów. Ryba usłyszawszy przechwałki zająca wdała się z nim w dyskusję, kto z nich ma większą rodzinę, a wtedy sprytny zając zaproponował aby rekin przyprowadził swoją całą rodzinę i ustawił ich w rzędzie nieruchomo, tak aby utworzyli pomost od wyspy do przylądka Keta, a zając wtedy przebiegając po ich plecach policzy wszystkich i wtedy dowiedzą się kto ma większą rodzinę. 
Drapieżnik dał się zwieść i wypełnił wolę rywala, zwołał całą rodzinę i ustawił ich nieruchomo, a wtedy zając z poważną miną zaczął kroczyć po rekinach jak po moście i głośno je liczyć. Gdy już był bardzo blisko lądu, nie wytrzymał, parsknął i wygadał się, że to był tylko fortel. Usłyszawszy to rekin znajdujący się najbliżej lądu rzucił się na niego z wściekłością, wbił zęby w jego skórę i zdarł ją z niego. 
Ledwo żywemu zającowi udało się dostać na ląd, gdzie spotkał braci Ōkuninushiego podążających ubiegać się o względy pięknej Yagamuhime mieszkającej w miejscowości Inaba. Zauważywszy zająca obdartego z sierści i jęczącego z bólu, postanowili okrutnie z niego zadrwić. Udali, że chcą mu pomóc i doradzili, by obmył swoje ciało w morskiej wodzie i wysuszył ciało na słońcu. Morska sól podrażniła rany nieszczęśnika, a słońce wysuszyło okaleczoną skórę biednego zająca. 
Kiedy nadszedł Ōkuninushi zwierzę zwijało się z bólu. Bohater poradził mu, by wykapał się w przepływającej nieopodal słodkowodnej rzece, a potem wytarzał się w puchu rogoży. Zając, widząc, że Ōkuninushi ma dobre serce odwdzięczył się dobrą wróżbą – przepowiedział, że to właśnie w nim zakocha się piękna Yagamuhime. Stało się tak, jak prorokował zając, to właśnie w najmłodszym z braci zakochała się piękność z Inaby.